# Регницлозау
Регницлозау (њем. Regnitzlosau) општина је у њемачкој савезној држави Баварска. Једно је од 27 општинских средишта округа Хоф. Према процјени из 2010. у општини је живјело 2.534 становника. Посједује регионалну шифру (AGS) 9475161.

## Географски и демографски подаци
Регницлозау се налази у савезној држави Баварска у округу Хоф. Општина се налази на надморској висини од 495–602 метра. Површина општине износи 39,9 km². У самом мјесту је, према процјени из 2010. године, живјело 2.534 становника. Просјечна густина становништва износи 64 становника/km².